# 弗勞爾波特 (亞利桑那州)
弗勞爾波特（英語：Flower Pot）是位於美國亞利桑那州亞瓦派縣的一個非建制地區。該地的面積和人口皆未知。

## 地理
弗勞爾波特的座標為34°30′12″N 111°58′15″W / 34.50333°N 111.97083°W，而該地的平均海拔高度為1386米（即4587英尺）。